# Lichtquelle

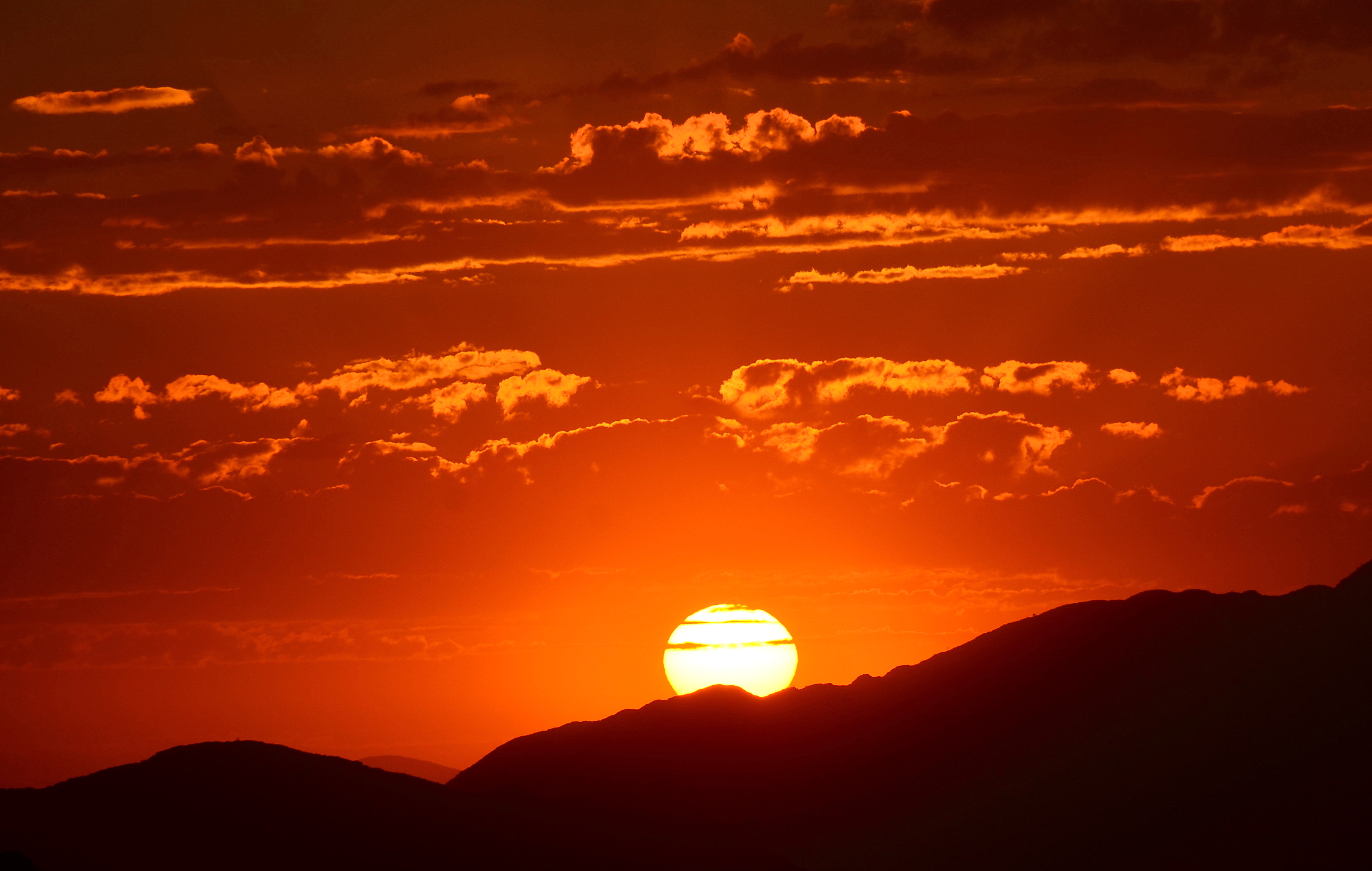
Die Sonne als unsere primäre Lichtquelle

Eine Lichtquelle ist der Ort, von dem Licht ausgeht. Primäre globale Lichtquelle ist die Sonne.

## Unterteilungen und Charakteristik
Charakteristisches Merkmal aller Lichtquellen ist die Wellenlängenverteilung nach Frequenz und Intensität.
Die Vielfalt von Lichtquellen lässt sich nach weiteren Kriterien einteilen: nach den Merkmalen messbarer Strahlung, nach der Geometrie des Strahlengangs oder nach einzelnen physikalischen Kennzeichen wie der Quantenenergie. Nach der räumlichen Ausdehnung der strahlenden Quelle unterscheiden sich Punktlichtquellen und diffuse Lichtquellen, nach der jeweiligen Abstrahlcharakteristik als rundum oder gerichtet strahlend.
Physikalisch werden natürliche lokal begrenzte Lichtquellen (Glühwürmchen, Polarlicht, Blitz) und vom Menschen geschaffene künstliche technische Lichtquellen (Öllampe, Leuchtmittel bzw. Lampe, Laser, Bildröhre, Leuchtdiode) unterschieden.
Eine selbstleuchtende Lichtquelle, auch als „aktive Lichtquelle“ oder Lichtquelle 1. Ordnung, erzeugt das abgestrahlte Licht in der Lichtquelle. Zu diesen Selbstleuchtern gehören die Sonne, Sterne, Glühwürmchen, Feuer oder Lampen.
Alle anderen Körper, die nicht selbst leuchten, werden als „passive Lichtquellen“, auch Lichtquellen 2. oder höherer Ordnung, bezeichnet. Sie können erst durch Beleuchtung (Anstrahlung) mit anderen Lichtquellen
- andere Lichtfarben aussenden (induzierte Emission), wie Leuchtfarben, oder
- das eingestrahlte Licht reflektieren, wie der Mond Sonnenlicht auf die Erde wirft. Zu diesen passiven Quellen gehören ebenfalls Rückstrahler (Katzenaugen) an Verkehrsmitteln, die Licht reflektieren.

## Thermische Strahler

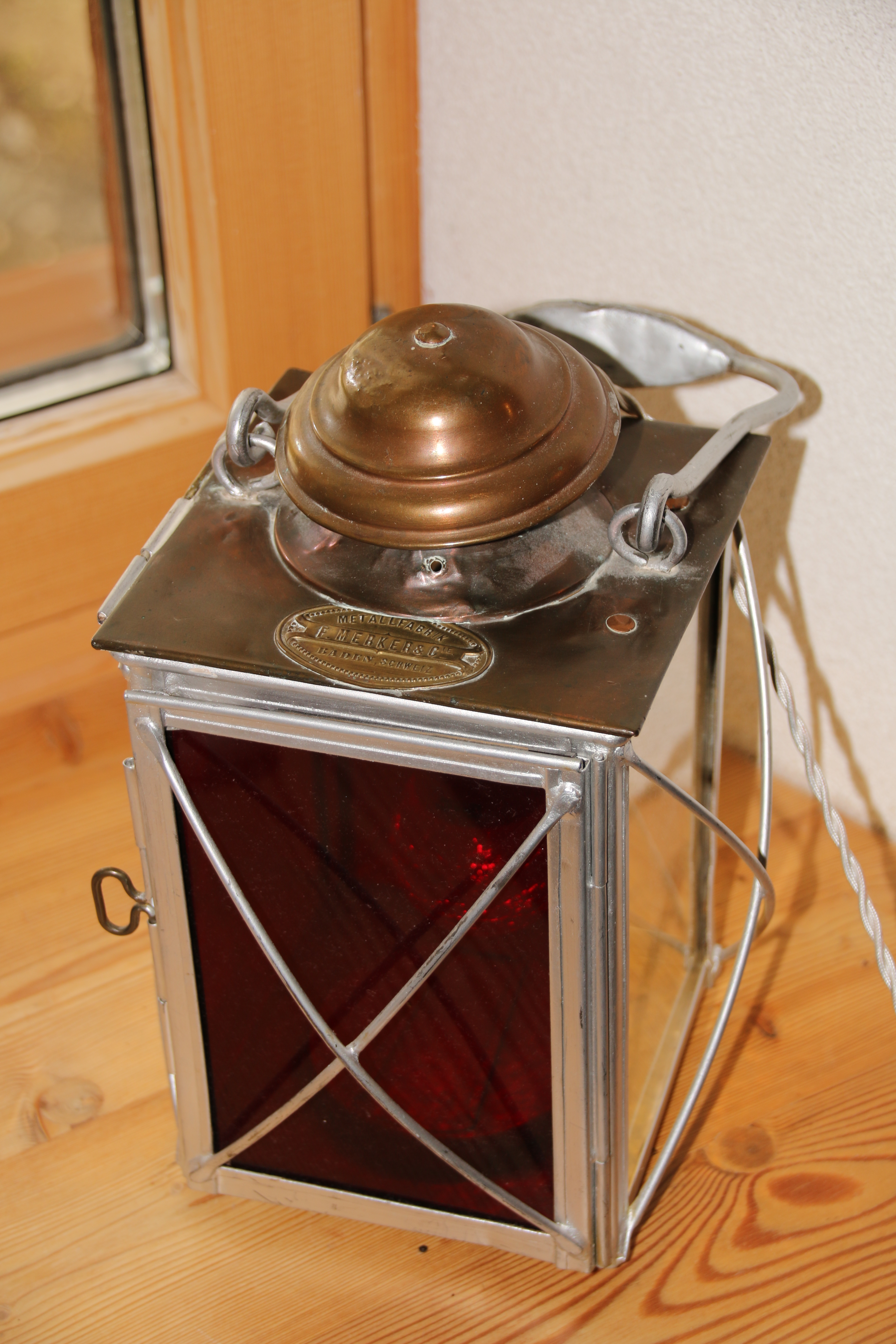
Petroleumlampe der Gotthardbahn

Thermische Strahler liefern eine kontinuierliche Strahlung, mit steigender Temperatur verschiebt sich das Strahlungs-Maximum vom infraroten über rotes, hin zu blauem und ultraviolettem Licht (siehe Plancksches Strahlungsgesetz). Je heißer ein Strahler ist, desto blauer erscheint er. Dabei spielt die Energieform, die in Wärme umgesetzt wird und zur Strahlung führt, keine Rolle.
- Elektroenergie: Glühlampe, Nernstlampe, das Plasma der Kohlenbogenlampe
- Chemische Energie wirkt vorzugsweise bei der Verbrennung: Öllampe, Petroleumlampe, darunter die Starklichtlampe, Gaslaterne, Kerze, Fackel. Allgemein leuchten bei jedem Feuer die Flammen durch den glühenden, dispersen Kohlenstoff. Ein etwas anderer Vorgang ist die Umsetzung der Wärme in (vorzugsweise) sichtbares Licht mittels Glühstrumpf.
- Kernphysikalische Energie spielt bei der Sonne als ursprünglichste Lichtquelle für die Erdbewohner die entscheidende Rolle.

## Nichtthermische Strahler
Im Gegensatz zum thermischen Strahler können Moleküle und Atome durch Zufuhr von Energie unterschiedlicher Provenienz in einen angeregten Zustand versetzt werden. Geht dann der angeregte wieder in den Grundzustand (Rekombination) so wird die Differenz der Energie wieder freigesetzt. Für die praktische Nutzung ist es von besonderer Bedeutung, dass diese als Strahlung mit Wellenlängen im sichtbaren Spektralbereich abgegeben wird. Der optische Anteil der so entstehenden Strahlung ist Lumineszenz. Bei der Lumineszenz werden zwei Formen nach der Zeit zwischen Anregung und Abstrahlung unterschieden. Fluoreszenz tritt nur während der Anregung auf, Phosphoreszenz dagegen auch, nachdem die äußere Anregung bereits erloschen ist. Beides sind Formen der Lumineszenz. Die Phosphoreszenz (Nachleuchten nach dem Beleuchten) wird bei Sicherheitsschildern, Zifferblättern oder als Dekoration verwendet. Im Gegensatz zum kontinuierlichen Spektrum des thermischen Strahlers entstehen auf Grund der Prozessabläufe diskontinuierliche Spektrallinien oder -banden. Gasentladungen in verdünnten Gasen zeigen sehr scharfe Spektrallinien, bei Gasen unter Druck (Hochdruck-Metalldampflampen) verbreitern sich die Linien.
Die anregende Energie kann auf unterschiedlichen Energieformen zur Lichtquelle führen. Bei Glühwürmchen oder dem Leuchtstab führt die chemische Reaktion zur Reaktion und der Lichtabgabe. Leuchtdioden, Gasentladungslampen und EL-Folien erhalten mittels Gasentladung oder Elektrolumineszenz die Funktion als Lichtquelle durch elektrischen Strom. Durch Elektronenbeschuss, auch Betastrahlung aus einem fluoreszierenden Leuchtstoff, werden Bildröhren, Fluoreszenzanzeigen zum Leuchten angeregt, hier sind auch Kathodolumineszenz und Tritiumlicht zu nennen.
Eine andere Kategorie ist die Wandlung von (vorzugsweise) UV-Licht durch Fluoreszenz mittels Leuchtstoffen in sichtbares Licht, diese Vorgänge der Umwandlung von kürzeren (energiereicheren) Wellenlänge zum (längerwelligen) sichtbaren Licht sind grundlegend für Leuchtstoffröhren und bei den weißen Leuchtdioden. Kürzerwellige Strahlung zur Erzeugung sichtbaren Lichtes ist bei Leuchtschirmen älterer Geräte die Röntgenstrahlung und die Gammastrahlung für „radioaktive“ Leuchtfarbe. Synchrotronstrahlung und Tscherenkowstrahlung haben dagegen keine Bedeutung als künstliche Lichtquellen.
Laser werden durch elektrischen Strom, Strahlung kürzerer Wellenlängen oder chemische Energie angeregt und werden nur selten als Lichtquelle verwendet. Beispiele für den praktischen Einsatz von Lasern als Lichtquelle sind Infrarot-Zielbeleuchtung, Blendlaser oder rote Laserpointer. Das Licht grüner Laserpointer wird durch Frequenzverdopplung aus einem infraroten Laserstrahl erzeugt.

## Lichtausbeute haushaltsüblicher Leuchtmittel
Die in den 2010er Jahren langsam aussterbende Glühlampe ist mit rund 10 lm/W der Halogenlampe mit etwa 20 lm/W unterlegen. Als einziges bezüglich der Lichtausbeute noch entwicklungsfähiges haushaltsübliches Leuchtmittel überholt die LED im gleichen Jahrzehnt bei etwa 100 lm/W die (Kompakt-)Leuchtstofflampe.

## Beispiele
| Lichtquelle                                                    | Lichtquelle                                                                | typische Werte        | typische Werte  | typische Werte       |
| Grundtyp                                                       | Detailtyp                                                                  | Leistungsaufnahme (W) | Lichtstrom (lm) | Lichtausbeute (lm/W) |
| -------------------------------------------------------------- | -------------------------------------------------------------------------- | --------------------- | --------------- | -------------------- |
| Flamme (an Docht)                                              | Kerze                                                                      | ca. 50                | ca. 5           | 0,1                  |
| Flamme (an Docht)                                              | Öllampe                                                                    |                       |                 | 0,2                  |
| Flamme (Flüssigbrennstoff-Vergaser) + Glühstrumpf              | Starklichtlampe                                                            | bis 1000              | bis 5000        | 5,0                  |
| Gasflamme + Glühstrumpf                                        | CampinGaz-Lampe mit Butan/Propan                                           | 200                   |                 |                      |
| Acetylenbrenner Karbidlampe                                    | plane Acetylenflamme, aus Doppelkeramikdüse für 14 l/h                     | 200                   |                 |                      |
| Bogenlampe                                                     | Kohle (ungefüllt) 55 V Wechselstrom – Platzbeleuchtung                     | 300                   |                 |                      |
| Glühlampe (Wolfram)                                            | Glühlampe 230 V                                                            | 5                     | 25              | 5,0                  |
| Glühlampe (Wolfram)                                            | Glühlampe 230 V                                                            | 40                    | 400             | 10                   |
| Glühlampe (Wolfram)                                            | Glühlampe 230 V                                                            | 60                    | 720             | 12                   |
| Glühlampe (Wolfram)                                            | Glühlampe 230 V                                                            | 100                   | 1450            | 14,5                 |
| Halogenglühlampe                                               | Halogen 12 V                                                               | 35                    | 860             | 25                   |
| Halogenglühlampe                                               | Halogen 12 V (KFZ, real 13,8 V)                                            | 55                    | 1500            | 27,5                 |
| Halogenglühlampe                                               | Halogen 230 V GU10                                                         | 50                    | 600             | 12                   |
| Halogenglühlampe                                               | Halogen 230 V                                                              | 100                   | 1670            | 16,7                 |
| Halogenglühlampe                                               | Halogen 230 V                                                              | 250                   | 4200            | 16,8                 |
| Halogenglühlampe                                               | Halogen 230 V                                                              | 500                   | 9900            | 19,8                 |
| Halogenglühlampe                                               | Halogen 230 V                                                              | 1000                  | 24200           | 24,2                 |
| Gasentladung + Leuchtstoff                                     | Kompaktleuchtstofflampe                                                    | 11                    | 550             | 50                   |
| Gasentladung + Leuchtstoff                                     | Kompaktleuchtstofflampe                                                    | 20                    | 1150            | 57,5                 |
| Gasentladung + Leuchtstoff                                     | Kompaktleuchtstofflampe                                                    | 23                    | 1380            | 60                   |
| Gasentladung + Leuchtstoff                                     | Leuchtröhre, auch als Kaltkathode oder CCFL bezeichnet                     | 11                    | 605             | 55                   |
| Gasentladung + Leuchtstoff                                     | Leuchtstofflampe mit konventionellem Vorschaltgerät (KVG, 50-Hz-Drossel)   | 36                    | 2700            | 75                   |
| Gasentladung + Leuchtstoff                                     | Leuchtstofflampe inkl. konventionellem Vorschaltgerät (KVG, 50-Hz-Drossel) | 55                    | 2750            | 50                   |
| Gasentladung + Leuchtstoff                                     | Leuchtstofflampe mit elektronischem Vorschaltgerät (EVG)                   | 36                    | 3420            | 95                   |
| Gasentladung + Leuchtstoff                                     | Leuchtstofflampe inkl. elektronischem Vorschaltgerät (EVG)                 | 50                    | 3400            | 68                   |
| Gasentladung + Leuchtstoff                                     | Induktionslampe (Elektrodenlose Leuchtstoffröhre mit induktiver Speisung)  |                       |                 | 80                   |
| Gasentladung, Gasentladungsröhre                               | Xenon-Höchstdruck-Gasentladungslampen in Videoprojektoren                  | 100 bis 300           | 2250 bis 6750   | 22,5                 |
| Gasentladung, Gasentladungsröhre                               | Xenon-Gasentladungslampe (Höchstdrucklampen in Kinoprojektoren)            | mehrere Kilowatt      |                 | 47                   |
| Gasentladung, Gasentladungsröhre                               | Halogenmetalldampflampe                                                    | 35 bis 1000           | 3290 bis 94000  | 94                   |
| Gasentladung, Gasentladungsröhre                               | Quecksilberdampflampe Hochdrucklampe (HID)                                 |                       |                 | 55                   |
| Gasentladung, Gasentladungsröhre                               | Glimmentladung (Neon: orange) ohne Leuchtstoff                             |                       |                 | 8                    |
| Gasentladung, Gasentladungsröhre                               | Xenon-Bogenlampe                                                           |                       |                 | 50                   |
| Gasentladung, Gasentladungsröhre                               | Quecksilber-Xenon-Bogenlampe (Kfz-Frontscheinwerfer)                       | 35                    |                 | 52–93                |
| Gasentladung, Gasentladungsröhre                               | Quecksilberdampf-Hochdrucklampe (HQL), teilweise mit Leuchtstoff           | 50                    |                 | 36                   |
| Gasentladung, Gasentladungsröhre                               | Quecksilberdampf-Hochdrucklampe, teilweise mit Leuchtstoff                 | 400                   |                 | 60                   |
| Gasentladung, Gasentladungsröhre                               | Halogenmetalldampflampe (HCI, HQI)                                         | 250                   |                 | 100                  |
| Gasentladung, Gasentladungsröhre                               | Natriumdampf-Hochdrucklampe                                                | 35 bis 1000           | 4500 bis 130000 | 140                  |
| Gasentladung, Gasentladungsröhre                               | Natriumdampf-Niederdrucklampe                                              | 18 bis 150            | 1800 bis 26200  | 175                  |
| Gasentladung, Gasentladungsröhre                               | Schwefellampe                                                              | 1400                  |                 | 95                   |
| Elektrolumineszenz-Folie (EL-Folie)                            | EL-Folie                                                                   |                       |                 | 5,0                  |
| Leuchtdiode                                                    | blau                                                                       | 0,05 bis 1            |                 | 1 bis 16             |
| Leuchtdiode                                                    | rot                                                                        | 0,05 bis 1            |                 | 5 bis 90             |
| Leuchtdiode                                                    | weiß (blau mit Leuchtstoff)                                                | bis 5                 |                 | 65                   |
| LED-Lampe (blaue LED + Leuchtstoff, incl. Vorschaltelektronik) | LED-Lampe 230 V weiß (4000 K)                                              | 1 bis 20              |                 | 20 bis 100           |
| LED-Lampe (blaue LED + Leuchtstoff, incl. Vorschaltelektronik) | LED-Lampe 230 V warmweiß (2700 K)                                          | 1 bis 20              |                 | 20 bis 85            |
| LED-Lampe (blaue LED + Leuchtstoff, incl. Vorschaltelektronik) | LED-Lampe 230 V warmweiß (2700 K)                                          | 5.2 bis 12            |                 | 60 bis 210           |
| LED-Lampe (blaue LED + Leuchtstoff, incl. Vorschaltelektronik) | LED-Lampe 230 V warmweiß (2700 K; weiß + rot)                              | 6 bis 12              |                 | 68                   |
| theoretisches Maximum an Lichtausbeute                         | thermischer Strahler, 6600 K                                               |                       |                 | 95                   |
| theoretisches Maximum an Lichtausbeute                         | grün, 555 nm – monochrom                                                   |                       |                 | 683                  |

Neben der Lichtausbeute ist auch bei vielen weißen Strahlern der Farbwiedergabeindex von Bedeutung.